# جان نش (معمار)
جان نَش (به انگلیسی: John Nash) معمار بریتانیایی قرن هجدهم و نوزدهم بود.
این طراح بسیار پرکار و اصیل بریتانیایی، ضمن ساخت خانه‌های اعیانی، ویلاهای بارودار، کاخ‌هایی با رگه‌های ملهم از سبک رنسانس (کرانک‌هیل، ۱۸۰۲) و اقامتگاه‌های کوچک ییلاقی و بسیار خوش‌منظره، مجموعهٔ بسیار گسترده‌ای از سبک‌های گوناگون و ایده‌های شهرسازی را به خدمت گرفت.
نَش در پاویون سلطنتی در برایتن، گونه‌ای خیال‌انگیز از سبک هندی را مورد استفاده قرار داد و آن را با عناصر نئوگوتیک، چینی و مغربی درآمیخت. شهرت او شاید بیش از هرچیز مدیون ساخت‌وسازهای منطقهٔ مارلیبُن در لندن باشد، به ویژه پارک ریجِنت (۱۸۱۲-۱۸۲۷) که مجموعه‌ای باعظمت بود از ساختمان های کاملاً کلاسیک. نَش با آنکه در چارچوب سبک نئوکلاسیسیسم انگلیسی کار می‌کرد، ولی در میان آغازکنندگان احیای سبک های تاریخی نیز بود که به یکی از شاخصه‌های فرهنگ معماری انگلیس در آن زمان تبدیل شد.

## نگارخانه

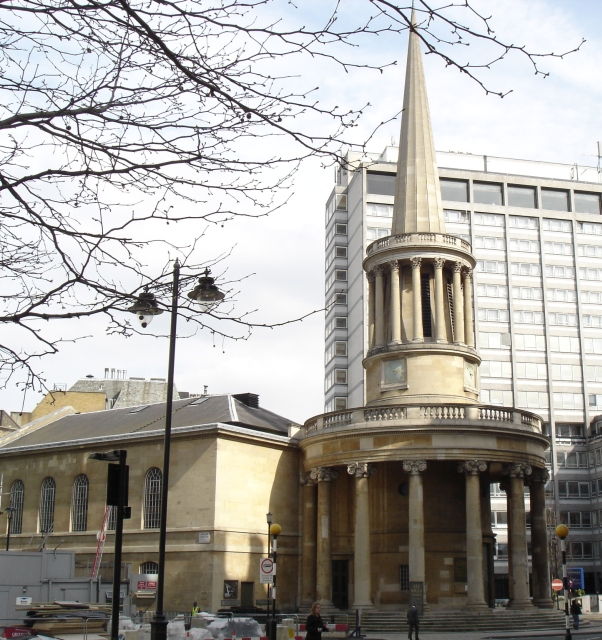
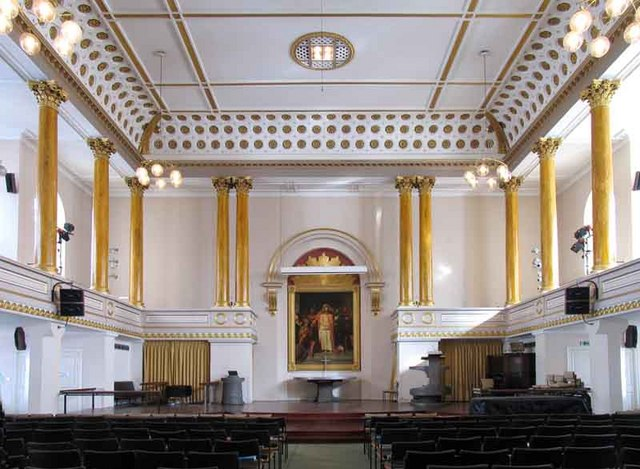
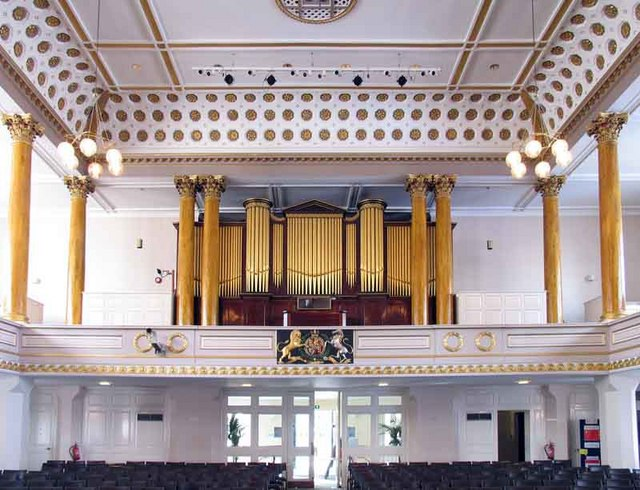
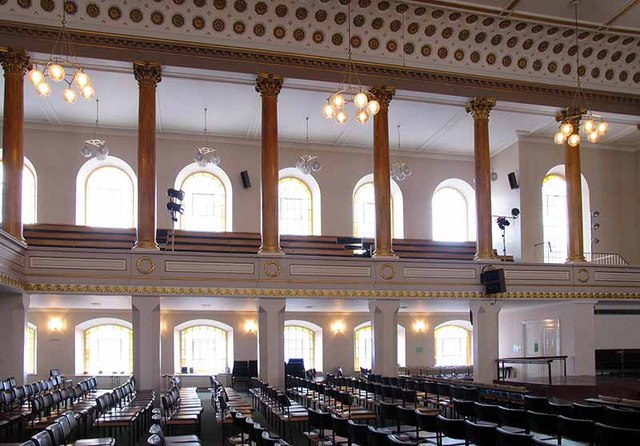
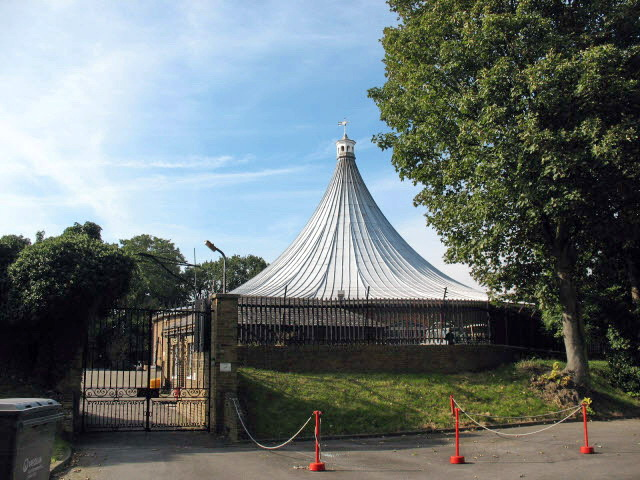
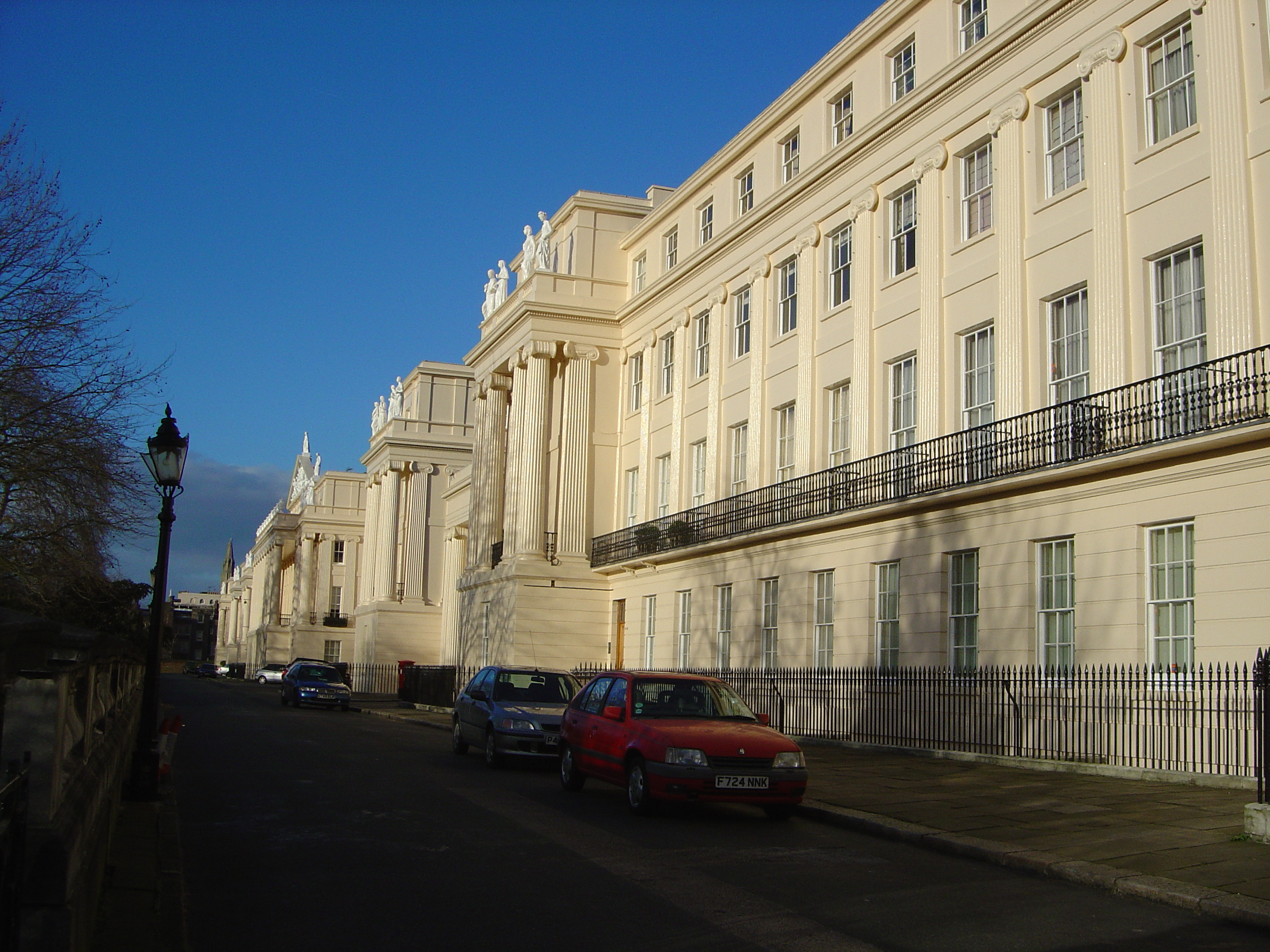
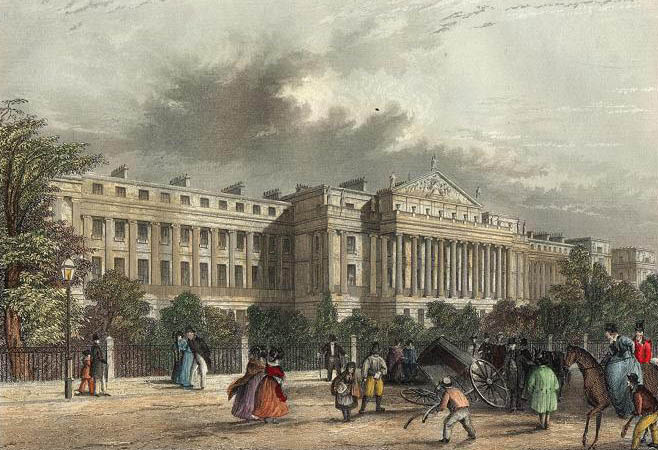
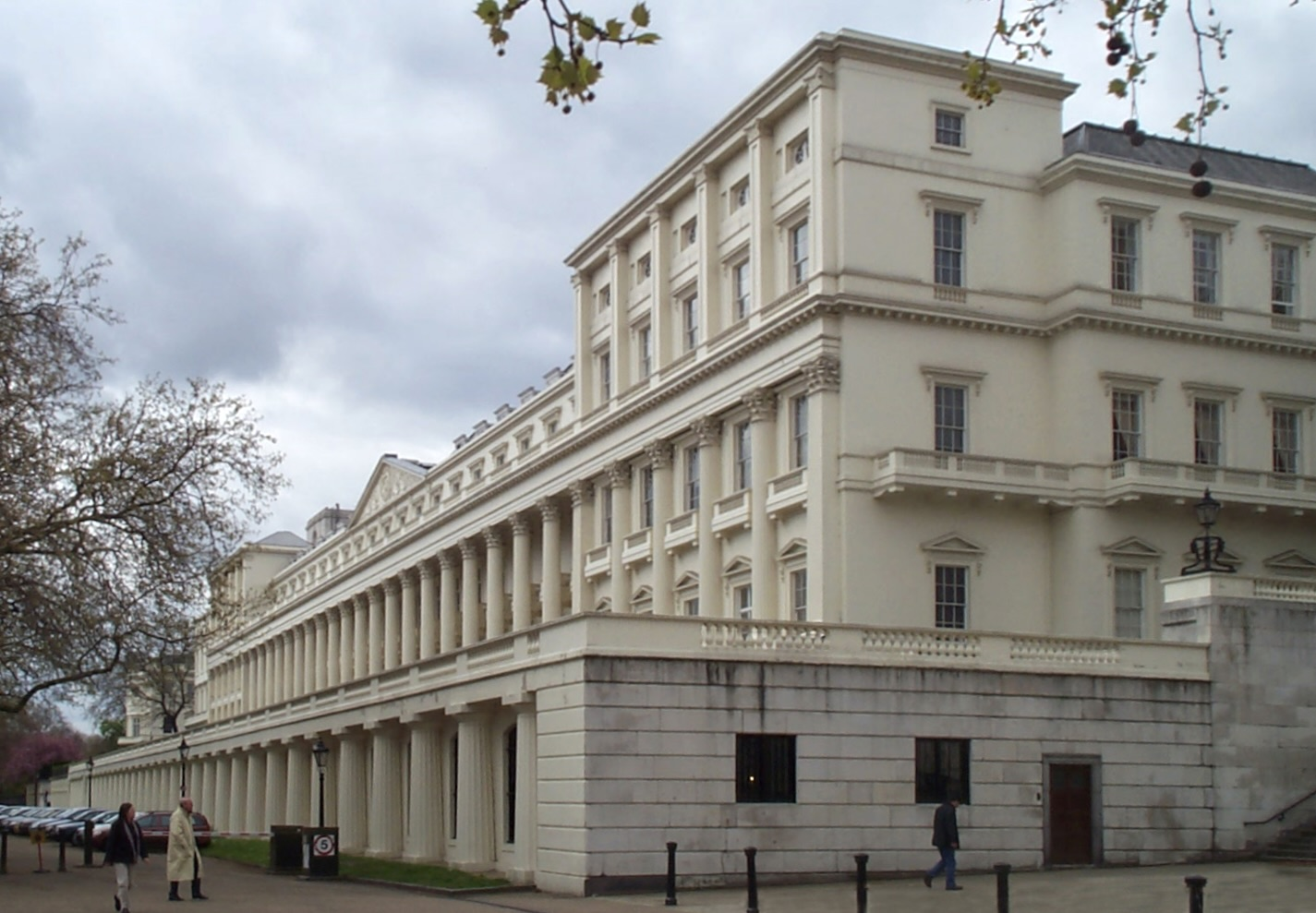
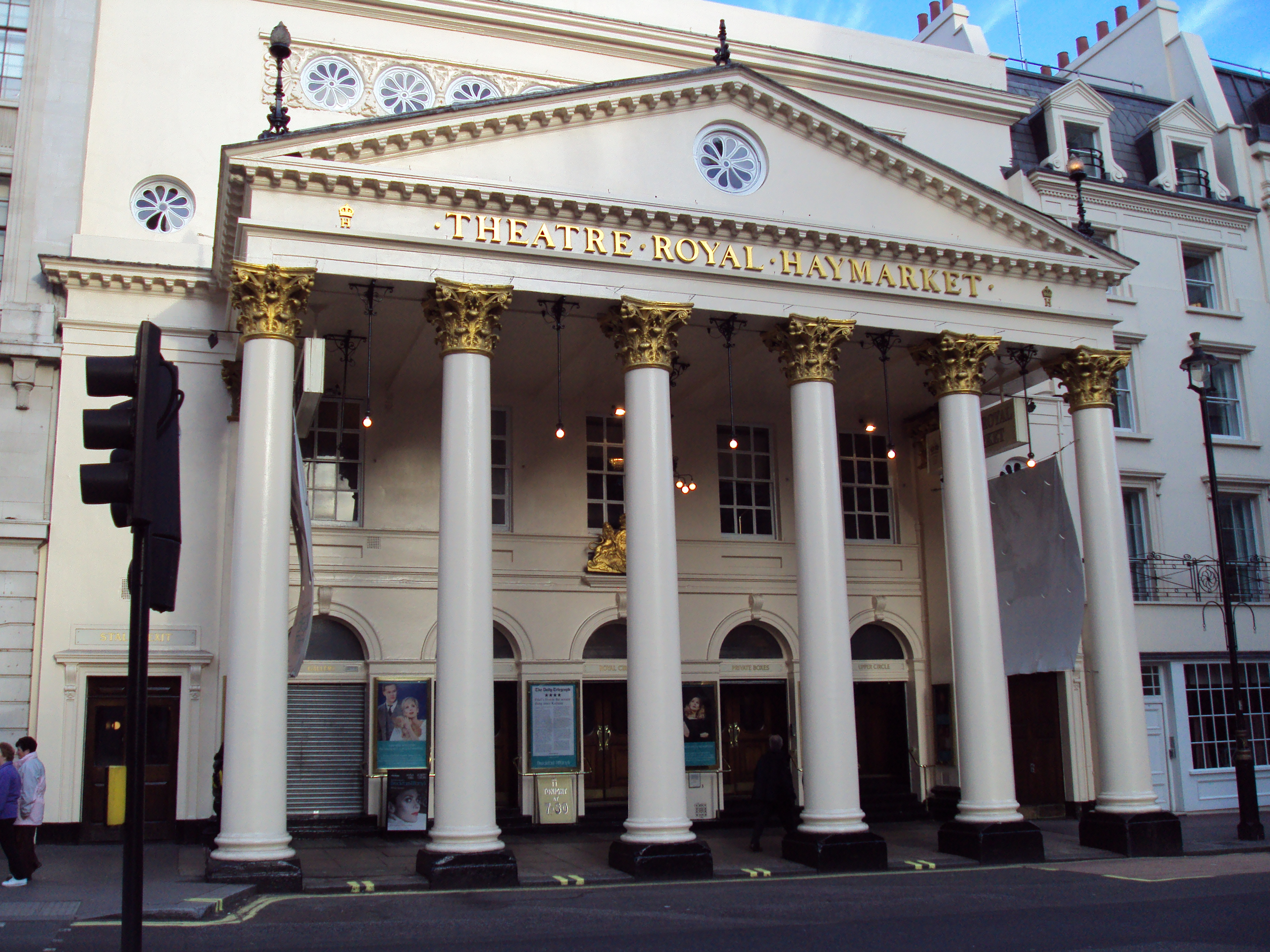
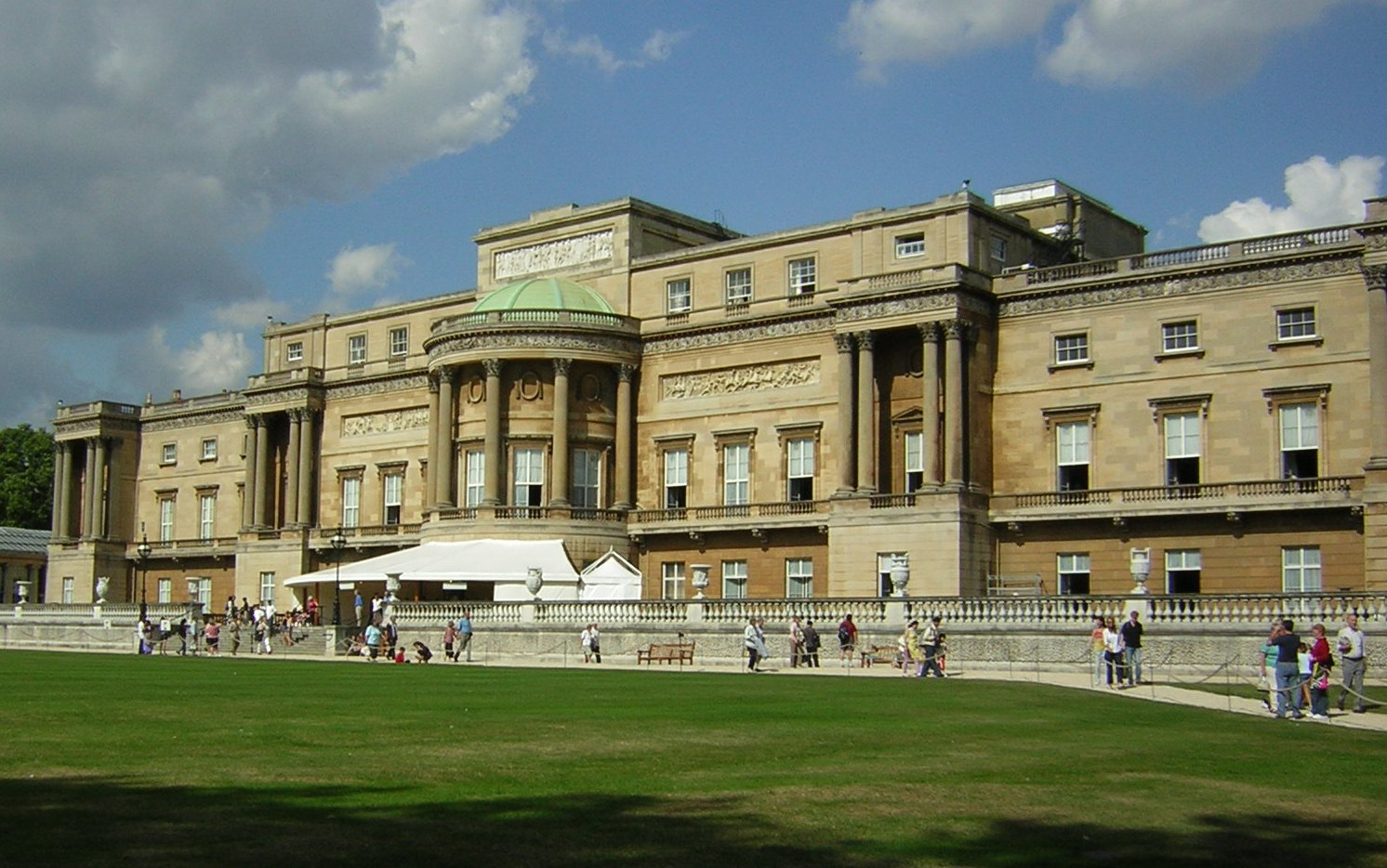
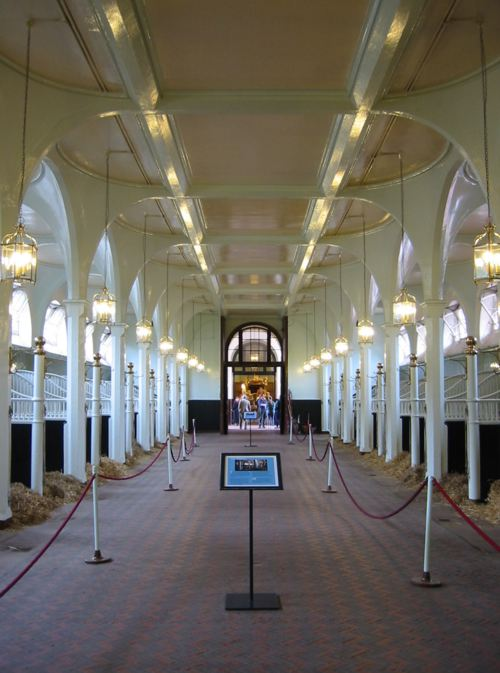
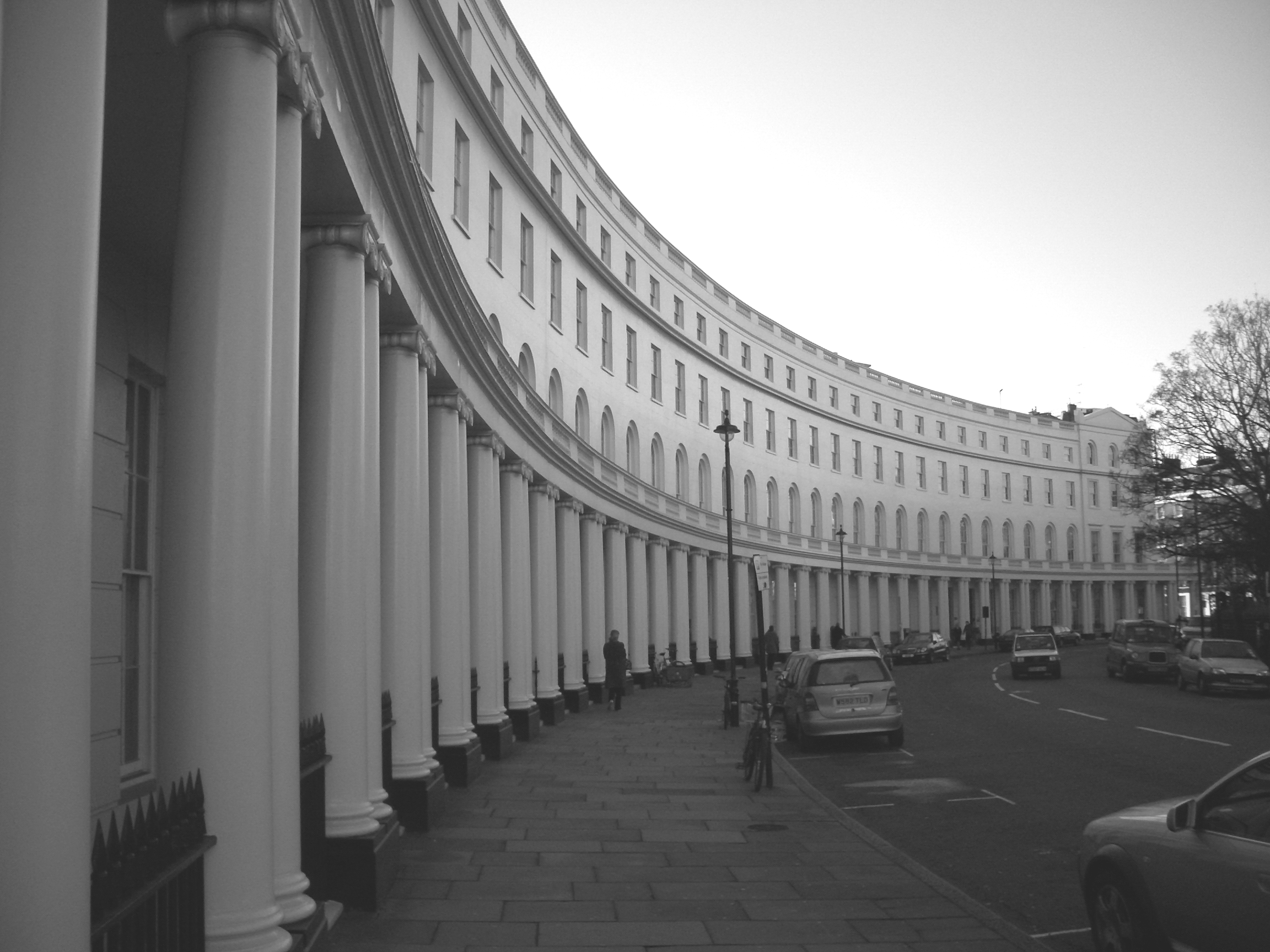
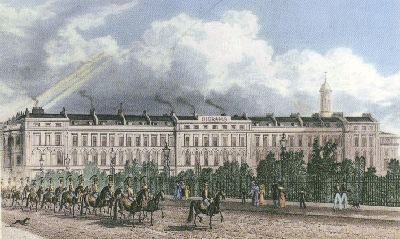
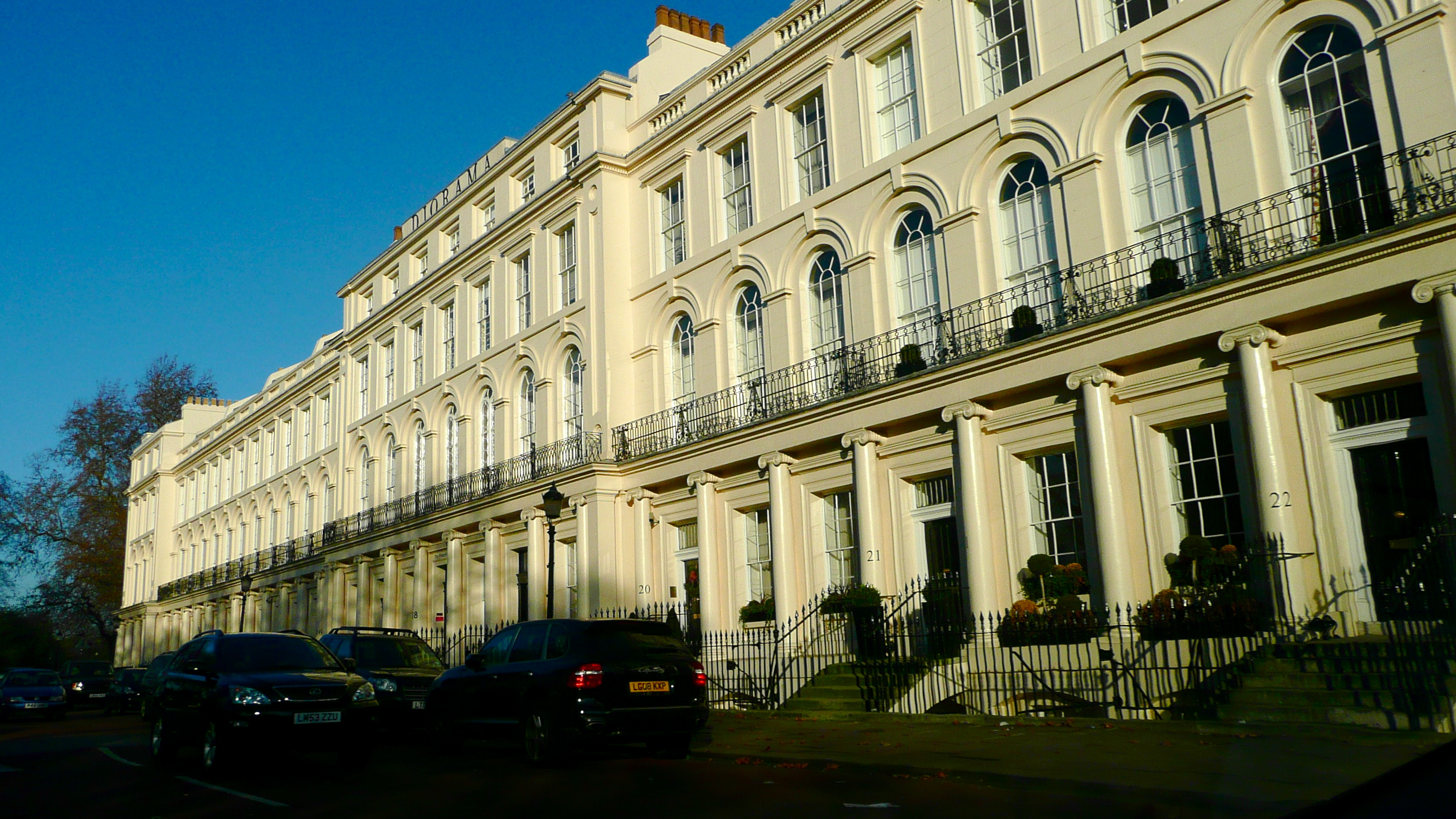
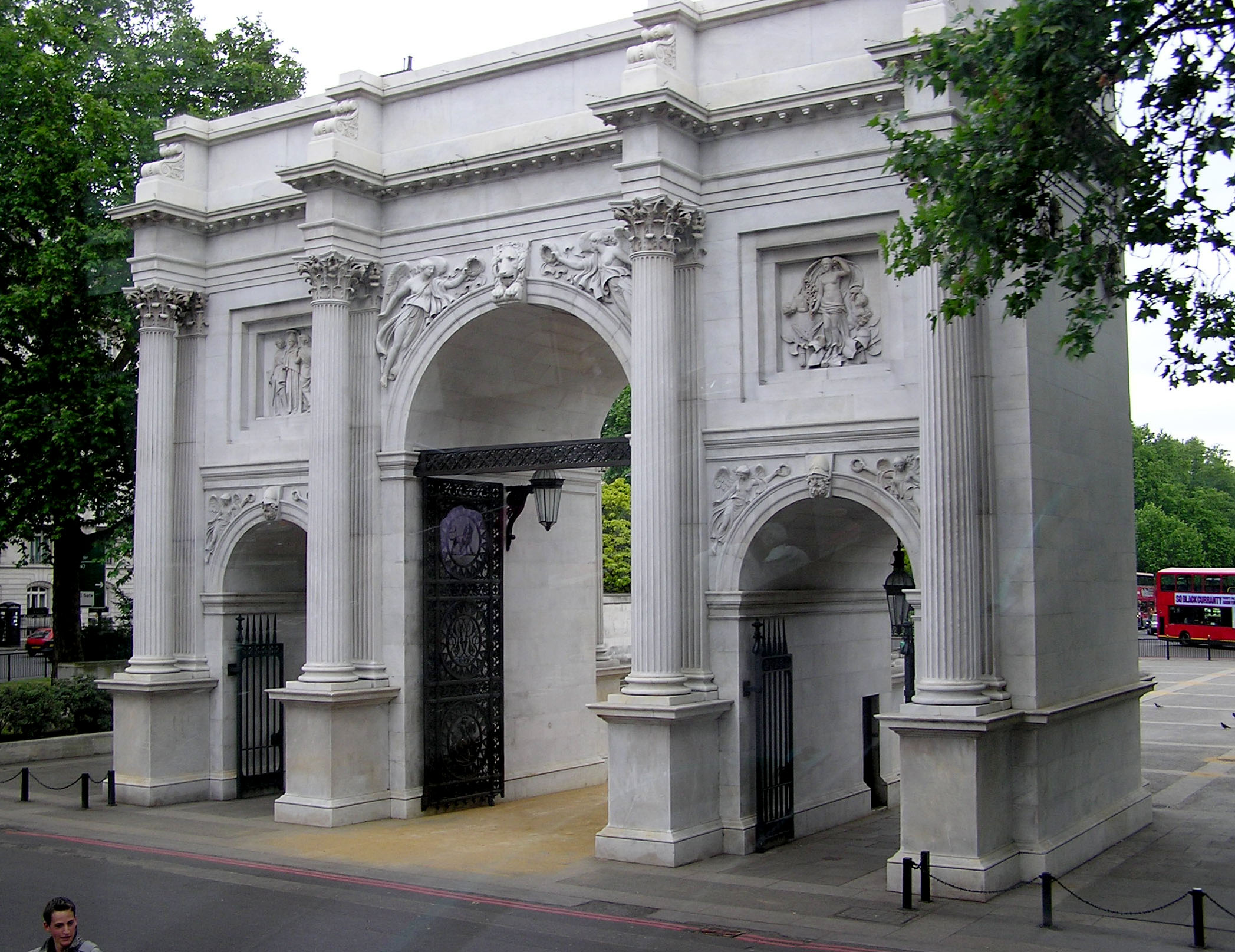
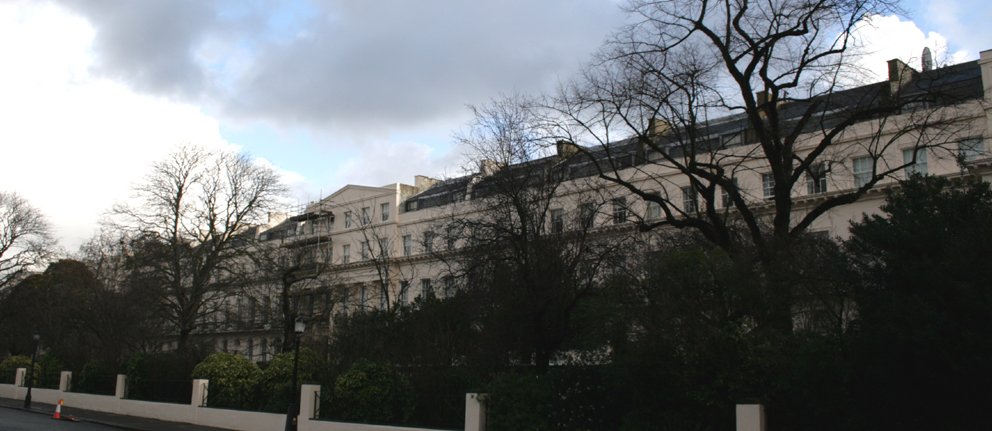
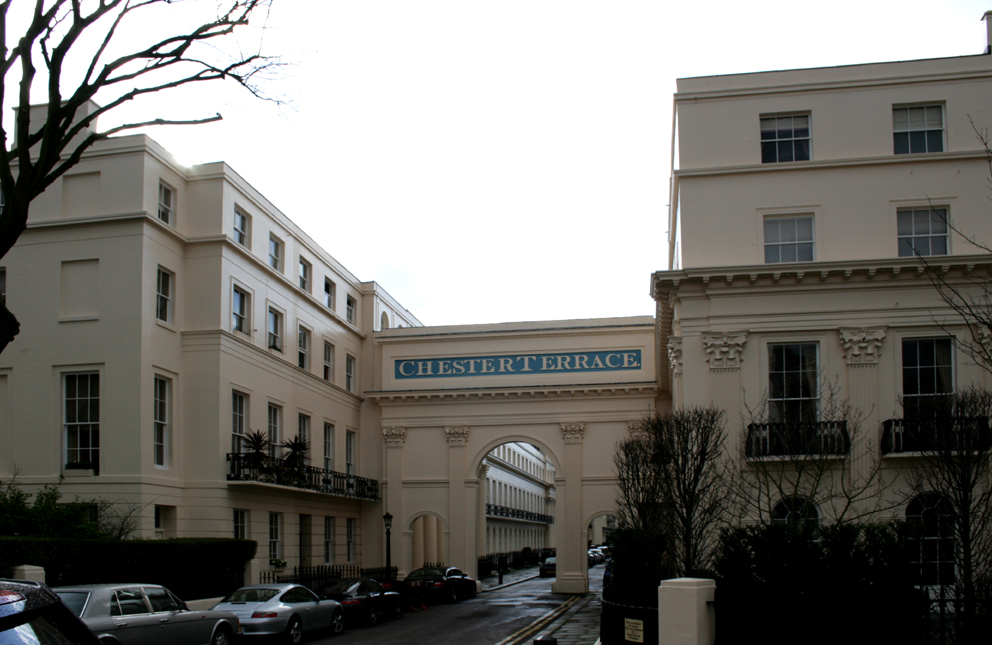
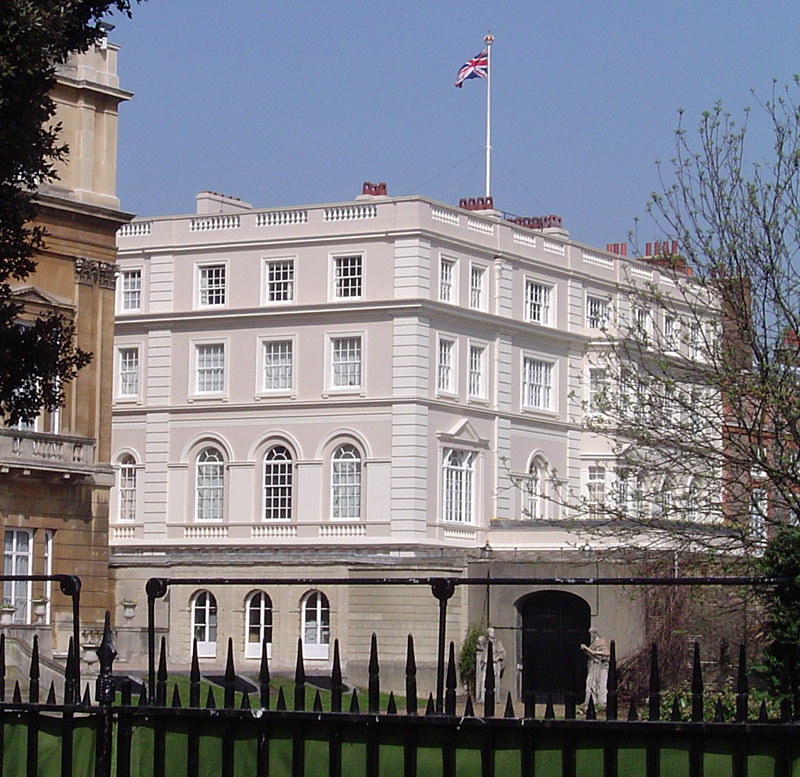
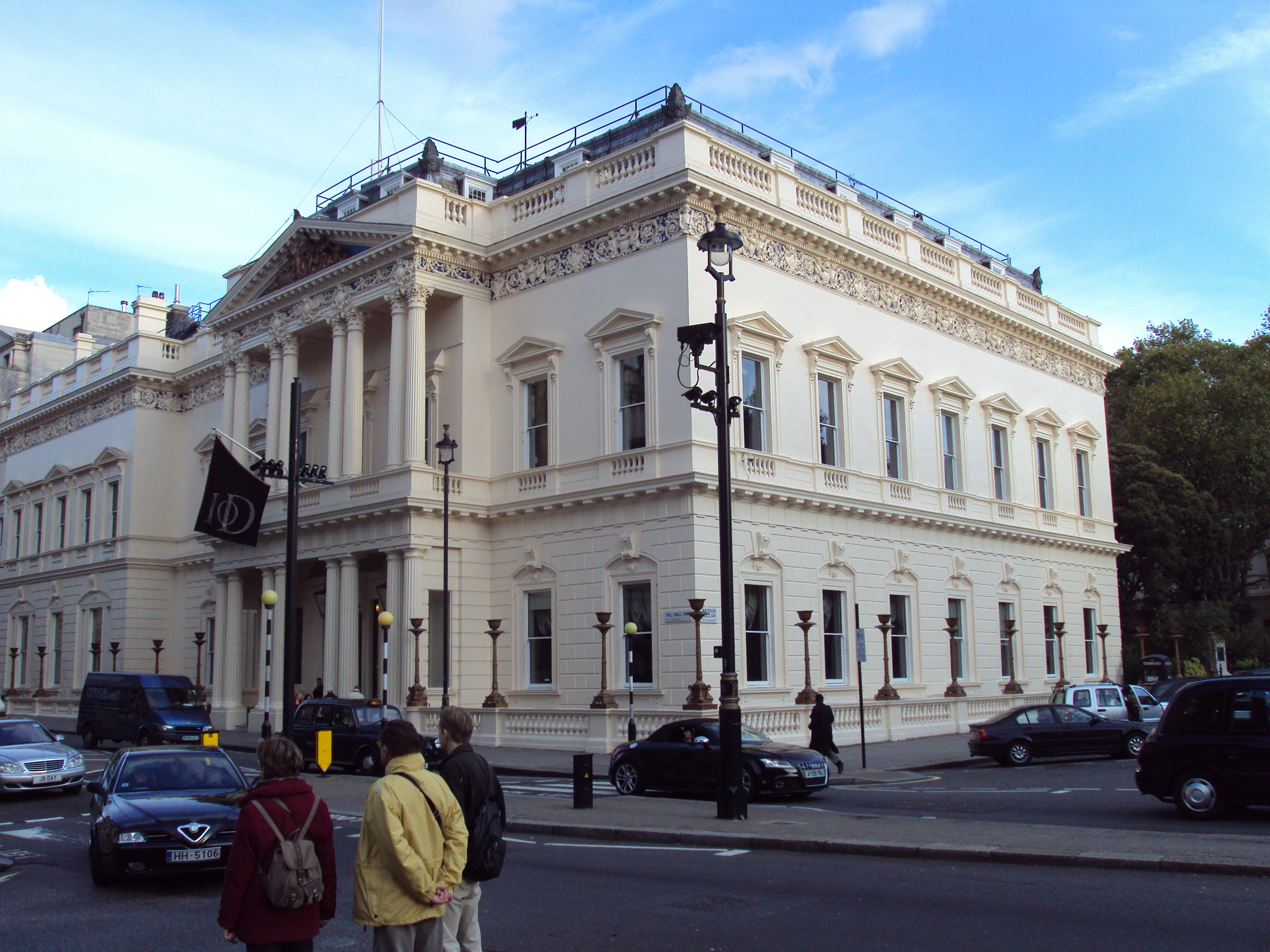
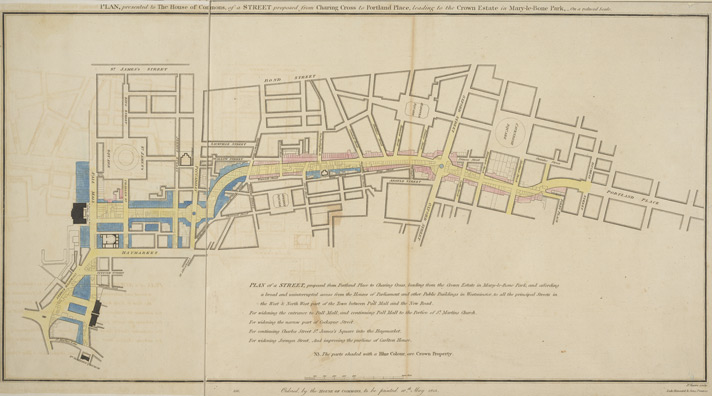
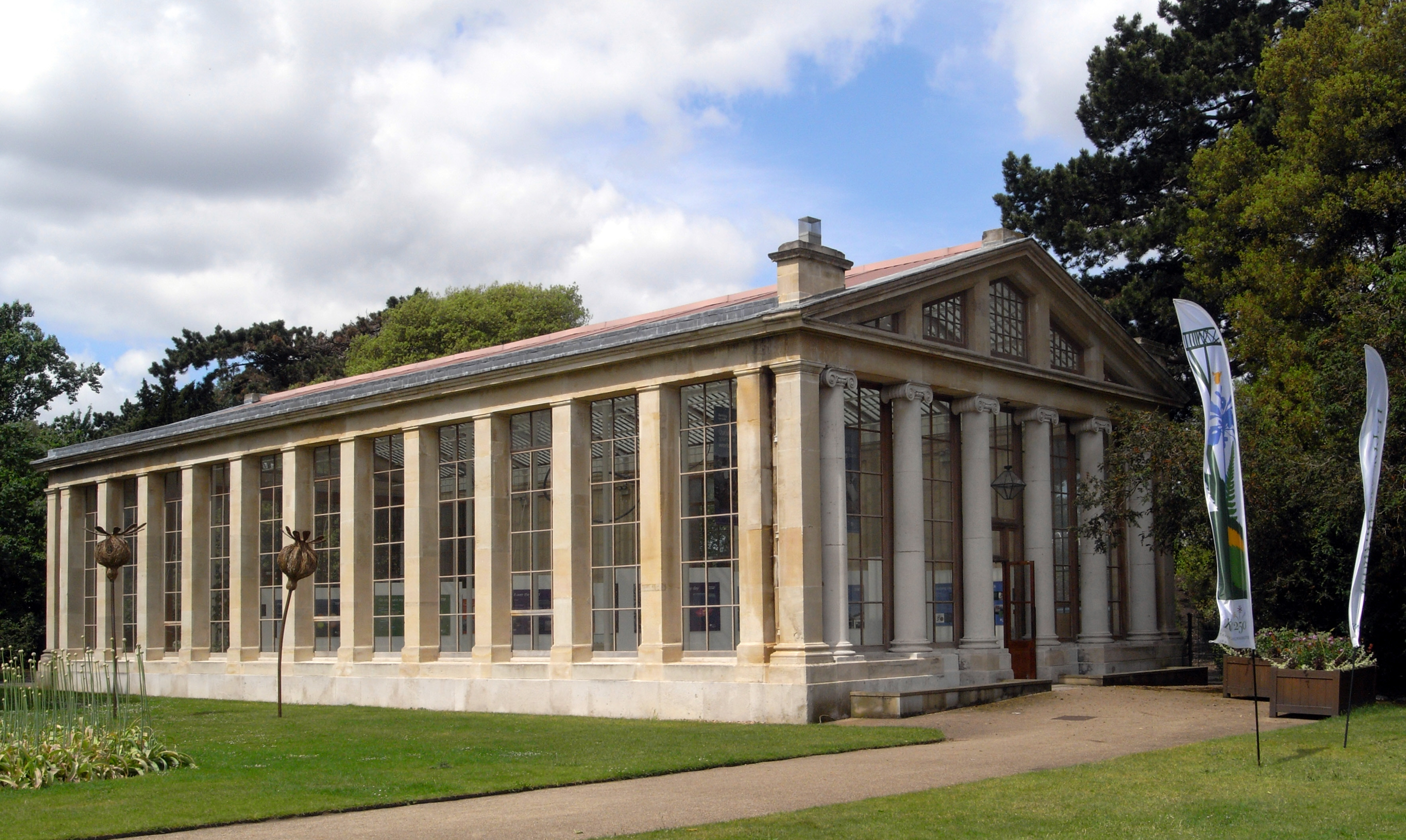
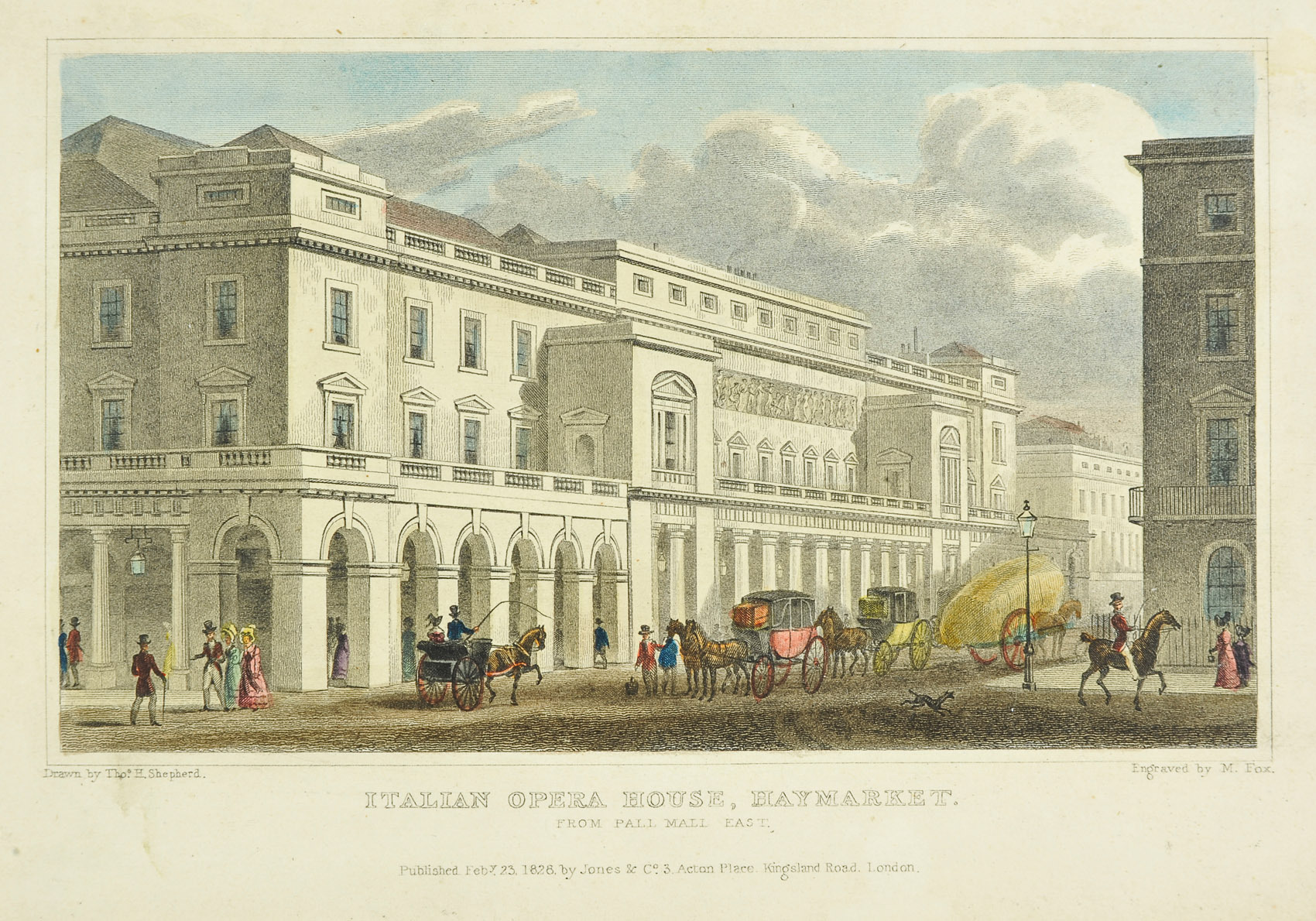
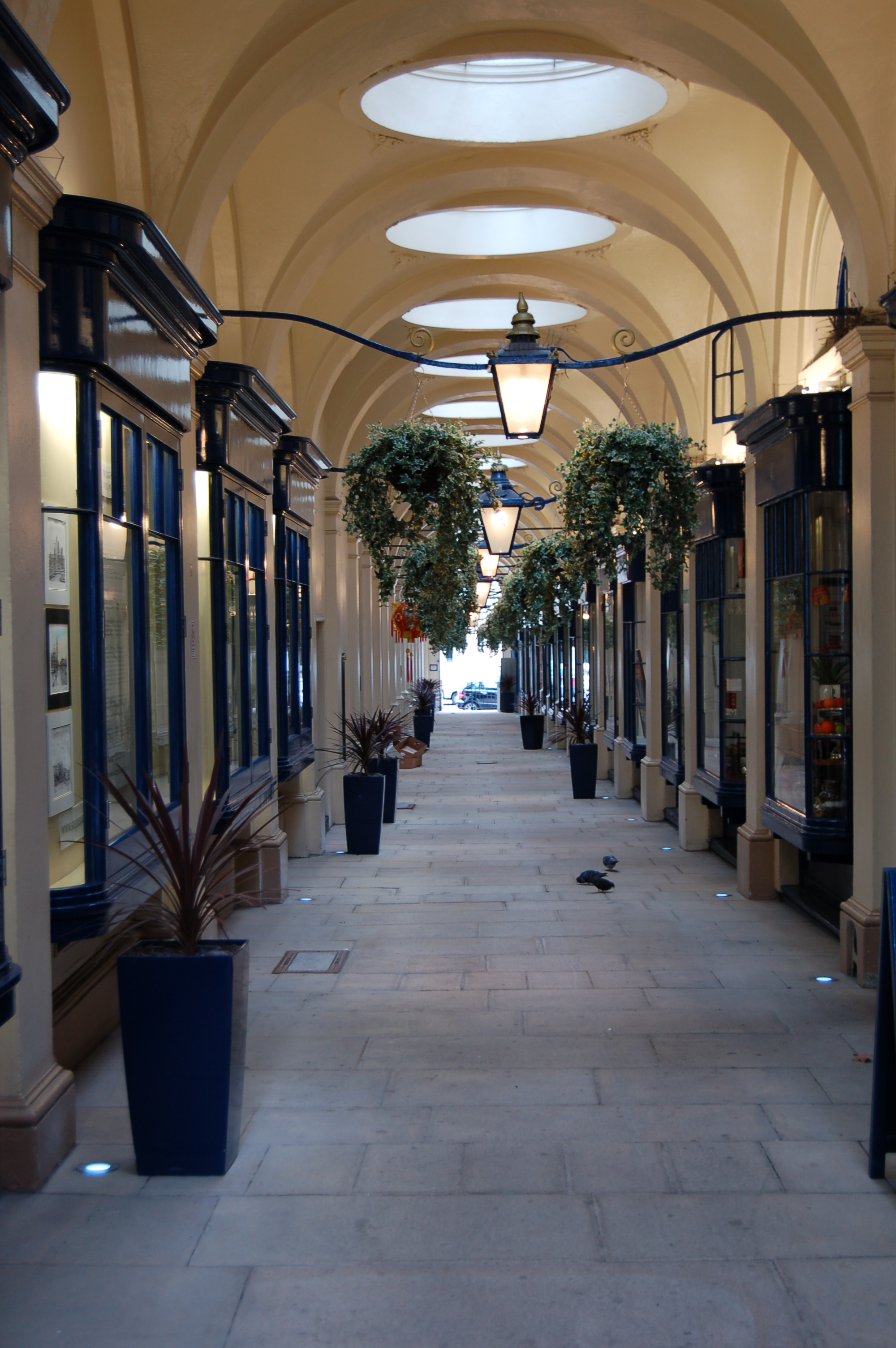
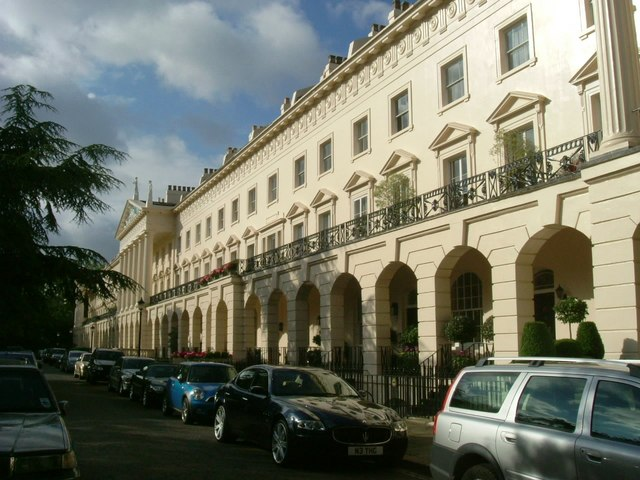
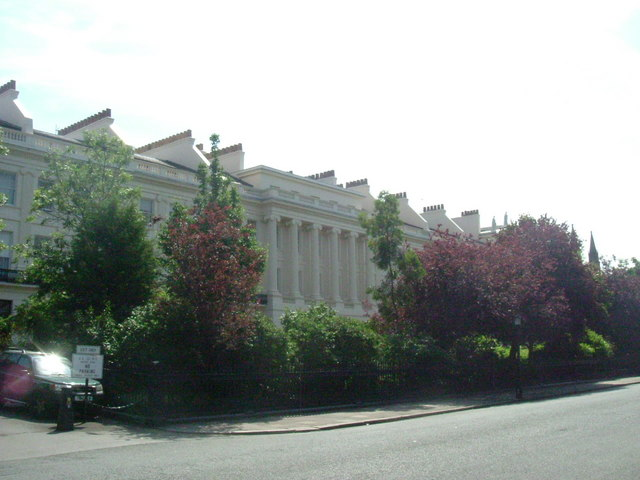
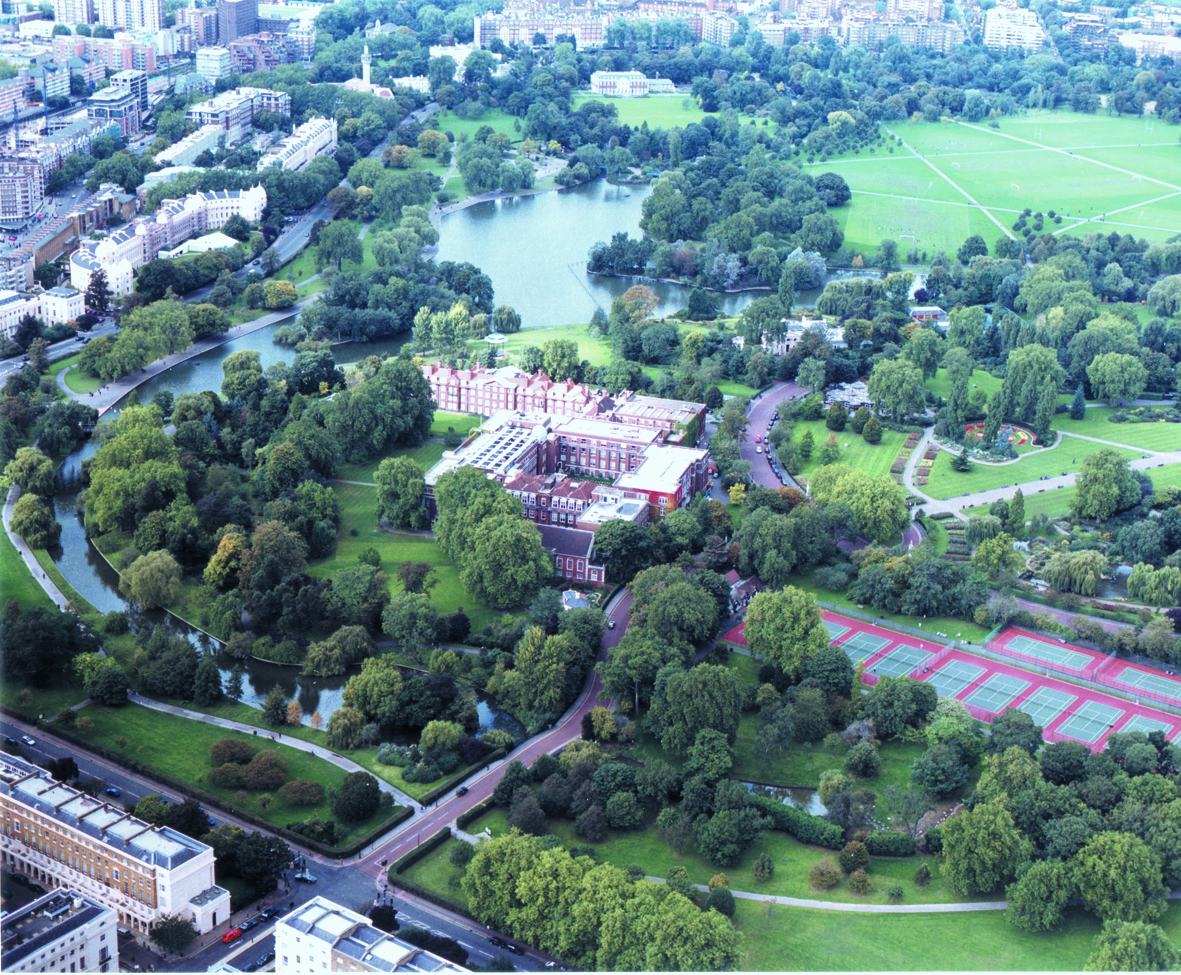
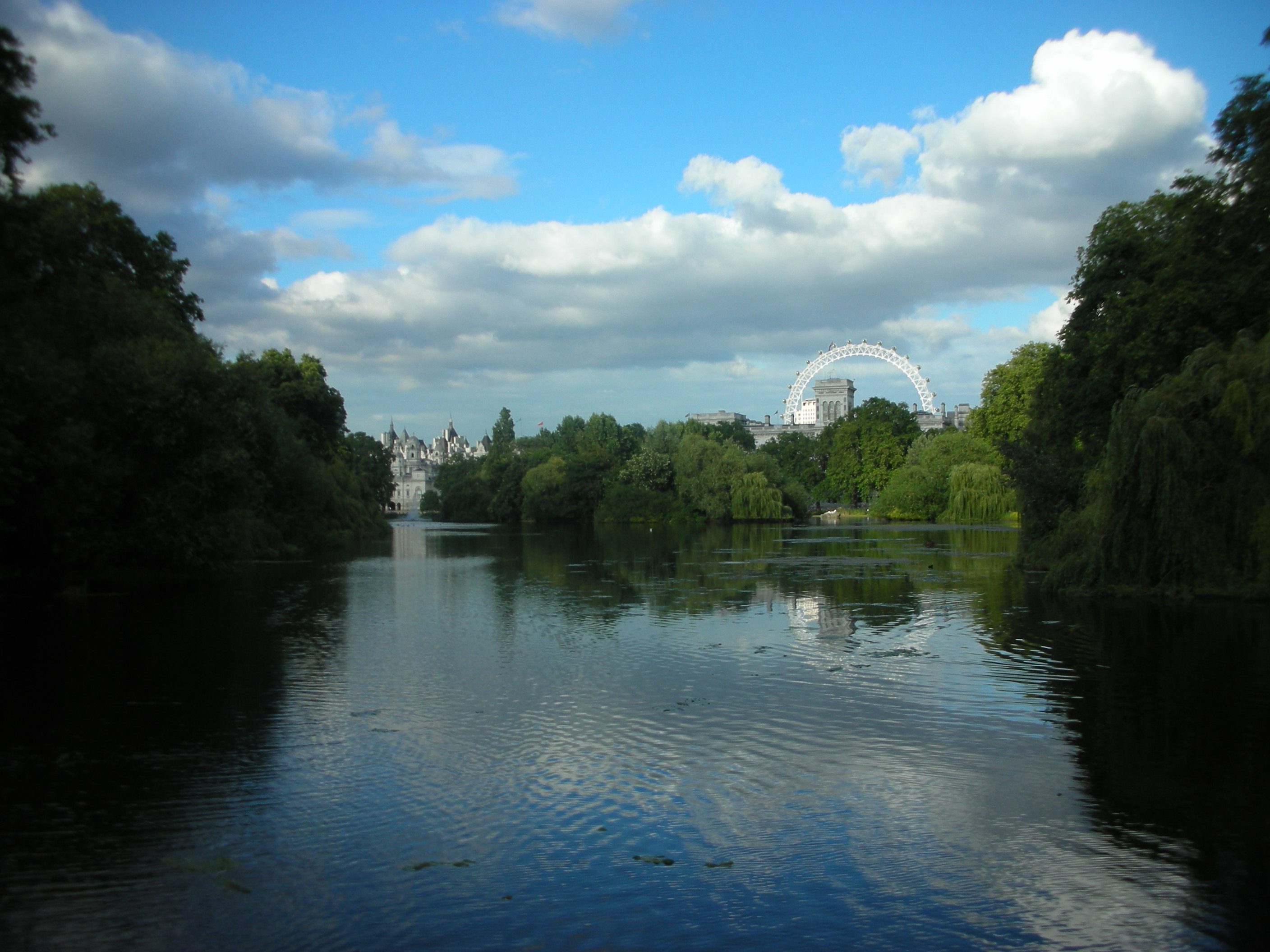